# Andrés Eichmann Oehrli
Andrés Eichmann Oehrli (Buenos Aires, 19 de diciembre de 1961) es un investigador suizo-argentino especialista en arte colonial boliviano. 

## Carrera profesional
Andrés Eichmann nació en Argentina. Es licenciado en letras por la Universidad Nacional de Cuyo, Mendoza y doctor en filología hispánica por la Universidad de Navarra. En Bolivia, ha sido docente de la Universidad Nuestra Señora de La Paz y de la Universidad Mayor de San Andrés.
Entre 1991 y 1992 la Unesco lo becó para que estudiara una colección de textos líricos de los siglos XVII y XVIII en el Instituto Boliviano de Cultura. Fue también investigador de filología de la unidad de musicología del Viceministerio de Cultura del mismo país en 1993. Sus trabajos han indagado sobre la producción musical, poética y dramática en la época colonial en Bolivia, así como de su historia, habiendo encontrado, estudiado y publicado obras coloniales inéditas en archivos dispersos dentro del territorio boliviano.
Andrés Eichmann es miembro de la Academia Boliviana de Historia Eclesiástica, de la Academia Boliviana de la Lengua, de la Sociedad Boliviana de Historia y de la Sociedad Boliviana de Estudios Clásicos. Igualmente, es responsable de la revista especializada de la Sociedad Boliviana de Estudios Clásicos denominada Classica Boliviana y ha dado conferencias sobre el arte colonial boliviano en seminarios en Chile, Alemania, Argentina, Perú, España, Colombia, Portugal, Francia, Brasil y Bolivia, entre otros países.

## Obras
Lírica colonial boliviana (en coautoría con Carlos Seoane, 1993); Melos domus ouicibus; códices cantorales platenses (2 volúmenes, 2000); De boliviana latinitate; pensamiento y latín en Bolivia (2001); Letras humanas y divinas de la muy noble ciudad de La Plata (2006); Entremeses, loas y coloquios de Potosí (2007), Cancionero mariano de Charcas (2009).